# Chiroderma improvisum
Chiroderma improvisum (Baker & Genoways, 1976) è un pipistrello della famiglia dei Fillostomidi diffuso nelle Piccole Antille.

## Descrizione

### Dimensioni
Pipistrello di medie dimensioni, con la lunghezza totale di 87 mm, la lunghezza dell'avambraccio di 57,5 mm, la lunghezza delle orecchie di 21 mm.

### Aspetto
La pelliccia è densa e leggermente lanosa. Il colore generale del corpo è marrone scuro con dei riflessi grigiastri e una linea dorsale bianca che si estende dalla zona tra le spalle fino alla groppa. I peli sono tricolori. Il muso è corto e largo. La foglia nasale è ben sviluppata, lanceolata e con la porzione inferiore separata dal labbro superiore. Due strisce bianche poco visibili sono presenti su ogni lato del viso, la prima si estende dall'angolo esterno della foglia nasale fino a dietro l'orecchio, mentre la seconda parte dall'angolo posteriore della bocca e termina alla base del padiglione auricolare.  Le ali sono attaccate posteriormente ai metatarsi. È privo di coda, mentre l'uropatagio è ben sviluppato. Il cariotipo è 2n=26 FN=48.

## Biologia

### Alimentazione
Si nutre di frutta.

## Distribuzione e habitat
Questa specie è conosciuta soltanto nelle isole di Guadalupa e Montserrat.
Vive in zone aperte in prossimità di foreste a galleria, all'interno di esse e sui corsi d'acqua.

## Conservazione
La IUCN Red List, considerato l'areale limitato e l'incremento della popolazione umana nel proprio habitat, classifica C.improvisum come specie vulnerabile (VU).